# Iyaz
Iyaz, pseudonimo di Keidran Jones (Road Town, 15 aprile 1987), è un cantautore anglo-verginiano.

## Biografia
È nato in una famiglia di musicisti ed è cresciuto a Tortola nelle Isole Vergini britanniche. Il suo singolo Replay ha raggiunto il numero due nella classifica Billboard Hot 100 nel 2009. Il 13 dicembre 2009 Replay ha raggiunto la prima posizione della Billboard Top 40.
Iyaz ha studiato registrazione digitale in un college e ha registrato la "instrumental" della canzone, che ha trovato il successo nelle radio dei Caraibi. Iyaz è stato contattato da Sean Kingston su MySpace e poi ha firmato un contratto discografico con la Time Is Money/Beluga Heights, un'etichetta discografica di proprietà Warner Bros. Records. Replay è stato pubblicato come singolo diretto da Sean Kingston e cantato da Iyaz. Nel giugno del 2010 è uscito il suo primo album, intitolato anch'esso Replay, accompagnato dai singoli Solo e So Big.
Sempre del 2010 è la collaborazione con il cantante Charice Pempengco con la quale ha inciso il singolo Pyramid. Nel 2010 ha partecipato ad un episodio (Il nuovo sound di Hannah) della quarta stagione della serie televisiva Hannah Montana con la cantante/attrice Miley Cyrus cantando insieme la canzone Gonna Get This. Nel 2011, Iyaz ha pubblicato "Last Forever" con David Guetta come produttore. Sempre nel 2011, ha partecipato nella canzone "If I Ruled the World" della boy band statunitense Big Time Rush
Nel 2012, Iyaz ha fatto un duetto con Demi Lovato chiamato You're My Only Shorty, presente nel suo terzo album in studio, Unbroken. Ha pubblicato una canzone con Travie McCoy intitolata Pretty Girls e mesi più tardi nel corso dell'anno, lui ha rilasciato My Heart Broke. Nel 2013, Iyaz ha rilasciato un altro singolo, Da Da Da, insieme ad altre canzoni, Too Sexy, Congrats e What Is this Feeling. Ha inoltre lavorato al suo secondo album con Adam Levine.
Nel 2014, ha condiviso sul suo profilo di SoundCloud, una sua interpretazione della canzone Rude di Magic. Il 12 dicembre 2014 ha pubblicato il suo nuovo singolo One Million su ITunes, visibile solo in Giappone. Il 14 febbraio 2015 ha caricato il suo ultimo singolo One Million sia su ITunes che su YouTube, visibile in tutto il mondo. L'8 aprile 2015 è uscito il suo secondo album dal titolo Aurora.

## Discografia

### Album in studio
- 2010 – Replay
- 2015 – Aurora

### EP
- 2010 - So Big

### Singoli
- 2009 – Replay
- 2010 – Solo
- 2010 – So Big
- 2010 – Look at Me Now
- 2011 – Pretty Girls (feat. Travie McCoy)
- 2013 – Da Da Da
- 2013 – Too Sexy
- 2015 – One Million
- 2015 – Alive (feat. Nash Overstreet)
- 2015 – Believe in Love
- 2015 – Love Renegade
- 2015 – One More Time
- 2015 – One of Those Nights
- 2015 – Sleeping Alone
- 2015 – Wherever You Are
- 2015 – Words I Thoughts I'd Never Say
- 2018 – One Puff (con B-Case e Jowell & Randy)
- 2018 – Destiny (feat. Kabaka Pyramid)

### Collaborazioni
- 2008 – Island Girls (Out Da Box feat. Iyaz, Diction e Shotta)
- 2010 – We Are the World 25 for Haiti (Artisti vari)
- 2010 – Pyramid (Charice feat. Iyaz)
- 2010 – La La La (Auburn feat. Iyaz)
- 2010 – Break My Bank (New Boyz feat. Iyaz)
- 2010 – Blow Up (Pill feat. Iyaz)
- 2010 – Gonna Get This (Miley Cyrus feat. Iyaz)
- 2010 – Like This (Jessica Mauboy feat. Iyaz)
- 2010 – Fight for You (Stevie Hoang feat. Iyaz)
- 2011 – The Mack (Mann feat. Snoop Dogg e Iyaz)
- 2011 – Runnin' Back (Mýa feat. Iyaz)
- 2011 – If I Ruled the World (Big Time Rush feat. Iyaz)
- 2011 – You're My Only Shorty (Demi Lovato feat. Iyaz)
- 2012 – Slow Motion (Lee Matthews e J. Pearl feat. Iyaz e Snoop Dogg)
- 2014 – For Your Love (Jayceon feat. Iyaz)
- 2016 – Superhero (DJ Kiss feat. Iyaz e Afrojack)
- 2017 – Bad Dream (Bone Thugs-n-Harmony feat. Iyaz)

### Videoclip
- 2009 – Replay
- 2010 – Solo
- 2010 – Pyramid
- 2010 – So Big
- 2010 – Break My Bank feat. New Boyz
- 2010 – La La La feat. Auburn
- 2015 – One Million